# Erkers Marie Persson
Erkers Marie Persson, född 1954 i Stockholm, är en svensk målare, skulptör och barnboksförfattare.
Hon är bosatt i Åkerö, Leksands kommun. Hon illustrerar varje år Sverigealmanackan med nationalromantiska motiv från hela Sverige. 